# 松山市立三津浜小学校
松山市立三津浜小学校（まつやましりつみつはましょうがっこう）は、愛媛県松山市にある公立小学校。
三津浜地域の中心部に位置し、在籍児童2000人強を数えた時期もあったものの、現在は児童数240人（2014年4月現在）の小規模校となっている。
校内に、松山藩主が参勤交代の折に立ち寄った「お茶屋井戸」が残る。
私服の登校は可能だが、ジャージは指定のものが存在する。

## 沿革
- 1887年（明治20年）4月 - 三津浜尋常小学校として開校。
- 1893年（明治26年）4月 - 高等科を併設。三津浜尋常高等小学校と改称。
- 1914年（大正03年）2月 - 広町にある尋常小学校を合併。
- 1926年（大正15年）8月 - 三津浜第一尋常高等小学校と改称。
- 1927年（昭和02年）3月 - 火災により校舎がほぼ全焼。
- 1928年（昭和03年）3月 - 新築移転。
- 1938年（昭和13年）4月 - 三津浜町立梅田尋常高等小学校と改称。
- 1940年（昭和14年）8月 - 温泉郡三津浜町が松山市へ編入されたのに伴い、松山市立梅田尋常高等小学校と改称。
- 1941年（昭和16年）4月 - 松山市立梅田国民学校と改称。
- 1947年（昭和22年）4月 - 松山市立梅田小学校と改称。
- 1947年（昭和22年）6月 - 松山市立三津浜小学校と改称。
- 1953年（昭和28年）3月 - 校舎を新築。
- 1974年（昭和49年）6月 - プール竣工。
- 1982年（昭和57年）3月 - 新校舎が落成。
- 1987年（昭和62年）2月 - 創立100周年記念式典を挙行。

## 通学区域
- 松山市
  - 梅田町、神田町、須賀町、住吉1～2丁目、松江町、三津1～3丁目、三津ふ頭、元町、若葉町

卒業生は基本的に松山市立三津浜中学校へ進学する。

## 周辺
- 松山市三津浜支所
- 松山西警察署
- 松山市立三津浜中学校
- 三津消防署
- 松山梅田町郵便局
- 辻井戸
- 厳島神社
- 愛媛県道22号伊予松山港線

## アクセス
- 伊予鉄道高浜線 三津駅から南西へ700m

## 著名な出身者
- 長榮周作 - パナソニック株式会社特別顧問
- 江刺伯洋 - 南海放送（日本テレビ系列）アナウンサー
- 楠原千秋 - プロビーチバレー選手
- 井上翔太 - プロサッカー選手
- 鶴岡来雪 - 柔道選手